# Mårten Landahl (fysiker)
Mårten Teodor Landahl, född 6 augusti 1927 i Nora församling i Västernorrlands län, död 4 mars 1999 i USA, var en svensk forskare inom flygteknik och mekanik.
Landahl studerade vid Kungliga Tekniska högskolan (KTH) där han blev civilingenjör 1951, teknologie licentiat 1953. Han disputerade 1959 på en doktorsavhandling om transsoniskt flöde och blev samma år docent i flygteknik vid KTH.
Han var forskningsingenjör vid Massachusetts Institute of Technology (MIT) och dess aeroelasticitetslaboratorium 1954–1956 och var därefter forskare vid Flygtekniska försöksanstalten 1956–1960. Han återvände till MIT som biträdande professor 1960 och blev 1963 professor i flyg- och rymdteknik (aeronautics and astronautics) vid MIT. Landahl var 1967–1988 professor i mekanik vid sektionen för teknisk fysik vid KTH.
Landahl forskade inom olika områden av aerodynamik och hydromekanik och var känd för sin forskning om instabilt flöde, vågrörelser och hydrodynamisk instabilitet samt övergången till turbulens som uppstår när luft eller en annan fluid i rörelse kommer i kontakt med en yta. Hans bok Unsteady Transonic Flow (1961) räknas som en klassisk bok inom strömningsmekanik.
Landahl blev 1983 ledamot av Ingenjörsvetenskapsakademien och 1986 ledamot av Vetenskapsakademien. 1981 tilldelades han Thulinmedaljen i guld.